# Xã Hall, Quận Sargent, Bắc Dakota
Xã Hall (tiếng Anh: Hall Township) là một xã thuộc quận Sargent, tiểu bang Bắc Dakota, Hoa Kỳ. Năm 2010, dân số của xã này là 130 người.